# Ribes ovalifolium
Ribes ovalifolium är en ripsväxtart som beskrevs av Eduard von Glinka Janczewski. Ribes ovalifolium ingår i släktet ripsar, och familjen ripsväxter. Inga underarter finns listade i Catalogue of Life.